# خوان کارلوس (زاده ۱۹۸۸)
خوان کارلوس (انگلیسی: Juan Carlos؛ زادهٔ ۲۰ ژانویهٔ ۱۹۸۸) بازیکن فوتبال اهل اسپانیا است.
از باشگاه‌هایی که در آن بازی کرده‌است می‌توان به باشگاه فوتبال هرکولس، باشگاه فوتبال کوردوبا، باشگاه فوتبال رایو وایکانو، و باشگاه فوتبال الچه اشاره کرد.

مرسی